# Mokopane
Mokopane (do 2003 Potgietersrus) – miasto w Republice Południowej Afryki, w prowincji Limpopo, 30 151 mieszkańców (2011).
Miasto założyli w 1858 roku voortrekkerzy, nazwywając je Potgietersrus, na cześć jednego ze swoich liderów, Pieta Potgietera. W rejonie miasta uprawia się pszenicę, tytoń, bawełnę, kukurydzę, orzeszki ziemne i owoce cytrusowe oraz hoduje bydło.